# Neureclipsis crepuscularis
Neureclipsis crepuscularis is een schietmot uit de familie Polycentropodidae. De soort komt voor in het Nearctisch gebied.